# Тахов
Та́хов (чеш. Tachov [ˈtaxof], бывш. нем. Tachau) — город на западе Чешской Республики, в Пльзенском крае. Расположен в 59 километрах к западу от Пльзеня. Является административным центром района Тахов. Население — 12 676 человек (2012 год).

## История
Название города происходит от имени Татомир (чеш. Tatomír), сокращённо Тах (Tach).
Первое упоминание о Тахове датируется 1115 годом. В 1131 году упоминается о замке близ деревни Тахов. Во второй половине XIII века, во время правления Пржемысла Оттокара II вокруг замка формируется город Тахау. Около 1300 года город был обнесён крепостной стеной, которая сохранились до наших дней в достаточно хорошем состоянии.
Во время Гуситских войн у стен города несколько раз происходили сражения католиков с их противниками. Во время правления семейства Лоси (Losy) старый замок был перестроен в дворец, которым в XVII—XX веках владели Виндишгрецы.
В 1869 году в городе жило 5433 человека, большинство из которых — немцы. В 1874 году была построена железная дорога Тахов — Плана, которая впоследствии была продлена до Домажлице. К 1930 году население Тахова увеличилось на 7 000 человек.
В 1938 году город в составе Судетской области был присоединён к Третьему рейху, в 1945 году освобождён американскими войсками. После издания Декретов Бенеша город и его окрестности покинуло 20 тысяч судетских немцев; Тахов практически обезлюдел. В 1950 году в городе жило 4073 человека, а рубеж 1930 года был превзойдён лишь в 1960-х годах.

## Монастырь францисканцев
Впервые францисканцы пришли в город Тахов в 1466 году. С этого года церковь и монастырь пережили много реконструкций. В 1686—1694 годах произошла первая реконструкция монастыря, руководил реконструкцией итальянский архитектор Allio Martino, а основная реконструкция прошла в 1745—1750 годах. С 1945 года монастырь был использован в качестве Музея Графства, где можно найти информацию об истории Тахова и приближённых к городу районов. Каждый год в музее проводятся различного рода экспозиции.

## Достопримечательности
- Церковь Вознесения Девы Марии в готическом стиле (XIV век) является одной из главных достопримечательностей города. Церковь не раз подвергалась ремонту, который были частично финансируем европейскими фондами.
- Ещё один памятник архитектуры города — Таховский дворец. Он находится под защитой, как памятник культуры Чешской Республики. В 1770 году в дворец был уничтожен, а уже в 1784 году был перестроен в замок в стиле классицизм. В XX веке, в конце 70-х годов прошёл капитальный ремонт замка.

## Население
| Год  | Численность | Численность |
| ---- | ----------- | ----------- |
| 1869 | 5433        | [ 6 ]       |
| 1880 | 5572        | [ 6 ]       |
| 1890 | 5680        | [ 6 ]       |
| 1900 | 6590        | [ 6 ]       |
| 1910 | 7814        | [ 6 ]       |
| 1921 | 7902        | [ 6 ]       |
| 1930 | 8189        | [ 6 ]       |
| 1950 | 4843        | [ 6 ]       |
| 1961 | 5606        | [ 6 ]       |
| 1970 | 8435        | [ 6 ]       |
| 1980 | 11 847      | [ 6 ]       |
| 1991 | 12 833      | [ 6 ]       |
| 2001 | 12 696      | [ 6 ]       |
| 2014 | 12 570      | [ 7 ]       |
| 2016 | 12 609      | [ 8 ]       |
| 2017 | 12 699      | [ 9 ]       |
| 2018 | 12 706      | [ 10 ]      |
| 2019 | 12 802      | [ 11 ]      |
| 2020 | 13 038      | [ 12 ]      |
| 2021 | 13 072      | [ 13 ]      |
| 2022 | 12 538      | [ 14 ]      |
| 2023 | 13 800      | [ 15 ]      |
| 2024 | 14 468      | [ 16 ]      |
| 2025 | 14 097      | [ 3 ]       |

## Города-побратимы
- Штадтрода, Германия

## Галерея
- Вид на церковь Вознесения Девы Марии
- Вид на церковь Вознесения Девы Марии в готическом стиле. Июнь 2011
- Дворец Тахов
- Водяная мельница